# 卡迈勒·阿德万医院
卡迈勒·阿德万医院是位于加沙地带拜特拉希耶的一家综合性公立医院，也是该地区最大的医院之一。该医院以巴勒斯坦解放組織前领导人之一的卡迈勒·阿德万的名字命名。  該医院共有4栋建筑。 

## 歷史
该医院于2002年开业。 
以色列—哈馬斯戰爭爆發後的2023年10月14日，以色列國防軍要求醫院內的人員撤出該醫院。 
2023年12月12日，加沙卫生部表示，以色列國防軍已圍困该医院并多次攻擊该医院。 
隨著加沙地帶北部其他醫院陸續停止運營，卡迈勒·阿德万医院一度成為加沙地带北部唯一一所仍在運營的醫院。2024年2月28日，卡迈勒·阿德万医院暫停运营。後來醫院又恢復運營。
2024年12月22日，以色列又下令关闭并强制疏的卡迈勒·阿德万医院所有人员。但是遭到醫院院長的拒絕。12月27日，以色列在卡迈勒·阿德万医院附近开展军事行动，医院被迫关闭。12月28日，以色列方面表示結束在醫院的軍事行動，以色列军方拘留医院院长，並且又逮捕240余人。